# Lac Charland
Lac Charland är en sjö i Kanada.   Den ligger i regionen Lanaudière och provinsen Québec, i den sydöstra delen av landet, 200 km nordost om huvudstaden Ottawa. Lac Charland ligger 387 meter över havet. Arean är 3,8 kvadratkilometer. Den sträcker sig 6,2 kilometer i nord-sydlig riktning, och 6,0 kilometer i öst-västlig riktning.
I omgivningarna runt Lac Charland växer i huvudsak blandskog. Trakten runt Lac Charland är nära nog obefolkad, med mindre än två invånare per kvadratkilometer.